# ライモンド・インコニス
ライモンド・インコニス（イタリア語:Raimondo Inconis、1959年3月27日 - ）は、イタリアのファゴット奏者、作曲家。

## 経歴
1959年、イタリアのサン・ガヴィーノ・モンレアーレに生まれる。カリャリ国立高等音楽院にてオルランド・ピタウに師事し首席で卒業した。

## 著書
『インコニス/コントラファゴット：歴史と演奏技法』 ISMN 979-0-041-83008-7。 コントラファゴット専用の手引書兼練習曲集というこれまでほとんど例がなかった教材が登場した。 
  楽器の歴史、レパートリー一覧（管弦楽曲、室内楽曲、独奏曲）、練習曲、本書の大半を占めるオーケストラ・パートの抜粋集、リード製作マニュアル、トリルを含む運指表といった内容である。